# Léon Despontin
Léon Despontin  (Namur, 6 de julio de 1888-Mozet, 7 de agosto de 1972) fue un ciclista belga, profesional entre 1914 y 1928. Como en otros ciclistas de su periodo la Primera Guerra Mundial provocó una interrupción en su trayectoria. Destacan tres buenas participaciones en el Tour de Francia, en que finalizó en séptima posición en las ediciones de 1921, 1922 y 1923.

## Palmarés
1910
- 1º en Baulers
- 1º en Bois-de-Villers

1911
- 1º en Wartet
- 1º en Marche-las-Damas

1912
- 1º enNeufchâteau

1913
- 1º en el Circuito Provincial de Lieja

1923
- 1º en el GP de otoño a Saint-Servais

## Resultados al Tour de Francia
- 1921. 7º de la clasificación general
- 1922. 7º de la clasificación general
- 1923. 7º de la clasificación general
- 1924. Abandona (4ª etapa)
- 1925. 16º de la clasificación general
- 1927. 28º de la clasificación general